# União Sul-Africana
A União Sul-Africana foi criada a 31 de maio de 1910 no território da atual África do Sul, com o estatuto de Domínio do Império Britânico, na sequência da derrota das repúblicas bôeres pelos britânicos. A União incluiu as quatro províncias que antes eram, ou repúblicas bôeres ou colônias britânicas e que passaram a designar-se: Província do Cabo; Natal; Estado Livre de Orange e Transvaal.
Louis Botha foi eleito primeiro-ministro e governou até 1919, quando foi substituído pelo seu adjunto, Jan Smuts. Foi este político o primeiro a usar a palavra  apartheid, em 1917, embora os princípios legais do sistema já tivessem começado, com o "Regulamento do Trabalho Nativo" ("The Native Labour Regulation Act", em inglês) de 1911, segundo a qual era considerado um crime - apenas para os "africanos", ou seja, os "não-brancos" - a quebra dum contrato de trabalho.
Esta União durou até 31 de maio de 1961, quando foi declarada a República da África do Sul. Em 5 de outubro de 1960, na sequência da crítica internacional ao apartheid, os sul-africanos brancos votaram num referendo a separação completa da África do Sul com a coroa britânica e com a Comunidade das Nações.

## História

### Antecedentes
A colónia neerlandesa do Cabo tinha sido estabelecida em 1652, com a proclamação da Cidade do Cabo, mas foi ocupada pelos britânicos em 1795, durante a Guerra Anglo-Neerlandesa. Nessa altura, muitos colonos de origem neerlandesa e huguenote decidiram explorar as terras a norte da colónia, num movimento que ficou conhecido como grande jornada (Great Trek) e fundaram as suas próprias repúblicas, o Estado Livre de Orange (actualmente a província do Estado Livre) e o Transvaal (a "terra para além do rio Vaal") que, em 1857 se auto-proclamou República Sul-Africana.
As Guerras Bôeres — entre as repúblicas bôeres e os britânicos —, a primeira entre 1880-1881 e a segunda entre 1899-1902, tiveram lugar a seguir à descoberta de diamantes em Quimberlei, numa área que pertencia à nação Griqua (mestiços que tinham sido expulsos da Colónia do Cabo pelos colonos) – embora as primeiras pedras tivessem sido encontradas por bôeres, os ingleses apressaram-se a ocupar a área, o que despoletou as guerras.
Os bôeres foram derrotados e obrigados a assinar um tratado de paz com os britânicos em Pretória, a 31 de maio de 1902, o Tratado de Vereeniging, que especificava que o governo britânico era soberano das repúblicas bôeres e assumia a dívida de guerra de três milhões de libras dos governos afrikaners. Após 4 anos de negociações, o governo britânico concedeu autonomia ao território, quando se constituiu a União Sul-Africana.

### Apartheid

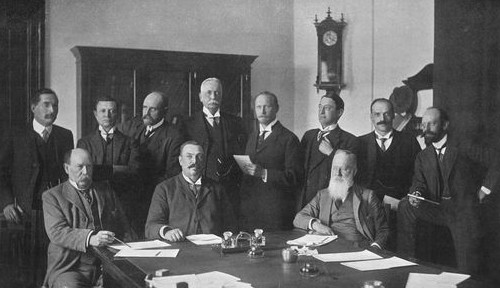
Primeiro governo da União em 1910.

Louis Botha e  Jan Smuts tinham fundado o Partido Sul-Africano, em 1910, que governou a União até serem derrotados por Barry Hertzog do Partido Nacional, em 1924. Em 1934, os dois partidos uniram-se para formar o Partido Unido, tentando a reconciliação entre os bôeres-africâneres e os brancos de origem inglesa. Este partido governou a União Sul-Africana até 1948, mas a partir de 1939, sob a direcção de Jan Smuts, uma vez que Hertzog, que era de origem alemã, entrou em contradição com aqueles que defendiam a participação da África do Sul na Segunda Guerra Mundial ao lado dos britânicos. O Partido Nacional, no entanto, tinha sido mantido à revelia do Partido Unido por afrikaners de linha dura, recuperou o poder em 1948, sob a liderança de Daniel François Malan e manteve-o até 1994, quando foi derrotado pelo Congresso Nacional Africano (nas primeiras eleições em que participaram todos os cidadãos sul-africanos da República da África do Sul).
Embora o sistema colonial fosse essencialmente um regime racista, foi nesta fase que se começaram as forjar as bases legais para o regime do apartheid. Por exemplo, na própria constituição da União, embora fosse considerada uma república unitária, com um único governo, apenas na Província do Cabo os não-brancos que fossem proprietários tinham direito ao voto. Uma das primeiras leis adoptadas foi o "Regulamento do Trabalho Indígena" ("The Native Labour Regulation Act", em inglês) de 1911, segundo a qual era considerado um crime - apenas para os "africanos", ou seja, os "não-brancos" - a quebra dum contrato de trabalho. Ainda no mesmo ano, foi promulgada a "Lei da Igreja Reformada Neerlandesa" ("The Dutch Reformed Church Act"), que proibia os negros de se tornarem membros de pleno direito daquela igreja.
Mais importante ainda foi a "Lei da Terra" ("Natives Land Act") de 1913, que dividiu a África do Sul em áreas onde só negros ou brancos podiam ter a posse da terra: os negros, que constituíam dois terços da população, ficaram com direito a 7,5 % da terra, enquanto os brancos, que eram apenas um quinto da população, ficaram com direito a 92,5 % da terra; os coloured (mestiços) não tinham direito à posse da terra. Esta lei determinava igualmente que os "africanos" só poderiam viver fora das suas terras quando empregados dos brancos. Passou também a ser ilegal a prática usual de ter rendeiros negros nas plantações. Foi durante a governação pelo Partido Nacional, a partir de 1948, que o apartheid se desenvolveu, com novas leis, como a "Lei da Proibição dos Casamentos Mistos", de 1949. Pouco tempo depois, os negros, que só podiam viver nas cidades como empregados, tinham de mostrar um "passe" sob risco de serem presos, só podiam entrar em determinadas lojas e as próprias casas-de-banho público eram para raças separadas. 
O Congresso Nacional Africano (CNA) tinha sido formado em 1912 e tornou-se na maior e mais abrangente organização política sul-africana. As suas ligações com os sindicatos dos trabalhadores (que se uniram no poderoso Congresso Sul-Africano de Sindicatos) e com o Partido Comunista Sul-Africano deram ao governo uma justificação conveniente para o banir, durante a histeria da Guerra Fria. Isso não parou os protestos, tanto de negros, como de brancos progressistas, que eram brutalmente reprimidos pelas forças de defesa e segurança.

### Separação
Em 1960, o regime do apartheid provocou a condenação internacional ao Massacre de Sharpeville, em que 69 manifestantes desarmados (incluindo mulheres e crianças) foram mortos e mais de 180 feridos. Nesse mesmo ano, em 5 de outubro os sul-africanos brancos votaram num referendo a separação completa da África do Sul com a coroa britânica e com a Comunidade das Nações e, no ano seguinte, em 31 de Maio de 1961, foi constituída a República da África do Sul em que o chefe de estado deixou de ser o monarca britânico, passando a ser um Presidente.